# Artur Silvestri
Artur Silvestri (n. 19 martie 1953, Drăgănești-Vlașca, județul Teleorman, d. 30 noiembrie 2008) (pseudonimul lui Gabriel Tîrnăcop) a fost un scriitor român.
Personalitate complexă și contradictorie, Artur Silvestri a fost și promotor cultural, editor, întemeietor de organizații culturale și cetățenești și fondatorul unor organizații profesionale și patronale din domeniul imobiliar. 
A fost căsătorit cu Mariana Brăescu, de asemenea scriitoare și dramaturg.
În Raportul Comisiei prezidențiale pentru analiza dictaturii comuniste, Artur Silvestri este numit ca unul dintre acei "scriitori, critici literari, artiști plastici, compozitori și sociologi" care "au susținut poziții autarhice și profund antiliberale, xenofobe și antiintelectuale".

## Familia și educația
Artur Silvestri s-a născut în anul 1953 la Drăgănești-Vlașca, județul Teleorman. Într-un articol online a spus că unii îl consideră "un personaj excentric, naiv și idealist".

## Studii, debutul literar
Artur Silvestri a studiat filologia la Universitatea din București, dupa examenul de licență în filologie făcându-și stagiatura ca profesor de limba franceză la Liceul din Buftea. Debutează în anul 1972 în critica literară, în presa vremii deținând rubrici de comentariu de carte. În 1975 devine cronicar literar permanent la revista "Luceafărul" dar visul de a lucra din plin în presa literară nu s-a putut realiza decât în 1981, când după o specializare în istoria culturii a devenit redactor al revistei "Luceafărul", care va deveni,sub connducerea lui Dan Fruntelată și Mihai Ungheanu, o tribună a protocronismului.  

## Consacrarea, aderența la anumite idei și curente literare
Cronicar literar la Luceafărul (1975 – 1989), Actualités Roumaines (1981 – 1984; organul de dezinformare al Securității către țările francofone), Romanian News (1981-1984; organul de dezinformare al Securității către țările anglofone).”Autorul unui serial împotriva Europei libere, publicat în revista Luceafărul în anii 80, cu detalii care proveneau clar din arhivele fostei Securități”. (Ion Zubașcu, ”Cine a fost în realitate Artur Silvestri”, Viața Românească, 2009)
Adoptă încă de la început, ideea culturală de “protocronism”, inițiază alături de Mitropolitul Nestor Vornicescu cercetări (după 1984) privind “Literatura proto-română”. Descoperă în studiile sale pe scriitorul proto-român Martin de Bracara (sec. VI e.n.). Investighează opera literară, în limba greacă, a voievodului dobrogean Ioancu (sec. XIV). Citește jurnalul inedit al scriitorului francez, de origine română, Pius Servien (1979), pe care-l va edita parțial mai târziu. Intră într-un cerc de intelectuali cu care împărtășește aceleași idei:  pictorul George Demetrescu Mirea (Franța), arhitectul Constantin Joja, etnologul Romulus Vulcănescu, istoricul culturii Edgar Papu, slavistul Ion C. Chițimia.
 
Acțiunea sa culturală devine deja proeminentă în acei ani. La revista “Luceafărul” inițiază proiectul “Noii geografii literare” în vederea stimulării creației locale și regionale, respingând centralizarea culturală. 
Efectele acestei idei au fost puternice și durabile și s-au resimțit ulterior întrucât au creat o ipoteză de mediu cultural ideal, sustrasă gândirii monopoliste prin înlăturarea acelei presiuni cu caracter de dogmă denumită astăzi “corectitudine politică”. Ca rezultat, ”Noua geografie a literaturii” s-a putut fructifica prin apariția hotărâtă a mai multor grupări și publicații regionale având idei și inițiative doctrinare cu conținut specific. Scriitorul a păstrat această concepție până astăzi, îndemnând creația să se manifeste potrivit cu materia proprie a fiecărui creator. În calitate de reprezentant și în bună măsură ideolog, concepția ilustra practic în veacul trecut curentul literar denumit “luceferism”, o combinație de tradiție autohtonă, etnologie și spiritualitate deopotrivă creștină și arhaică.

Multe din noțiunile doctrinare care definesc această orientare “indigenistă” anunță o creație ce recuperează etape și straturi de tradiție rămase încă neexprimate complet; definește “orto-geneza” literaturii române în maniera unei directive interioare, cu caracter endogen și entelehial; descrie “universalitatea de esență” care ar însemna creație cu valoare universală indiferentă la difuziunea imperială, care se produce prin acculturație; încurajează creația de idei literare noi și specifice, urmând pe George Călinescu, Lucian Blaga, Nicolae Iorga și Vasile Pârvan, “apostoli” ai originismului literar românesc.

## Amprenta ideilor originismului asupra operei scriitorului
Ideea “originismului”, care s-a configurat la Artur Silvestri în perioada consacrării ca scriitor, a căpătat un cuprins teoretic în anul 2005, odată cu apariția celor două cărți ale sale “Pentagramma” și “Semne și peceți. Șapte lecții despre originism”. În aceste lucrări, modul de a înțelege cultura și universul valorilor devine treptat o varietate a răspunsului ortodox deși autorul susține că reprezintă spiritul getic anterior creștinismului, scriitorul însuși afirmând că “este ortodox fiindca este get”. 
Această înțelegere a lumii în cicluri lungi și prin procese modelatoare enigmatice, la limita supra-sensibilului, autorul o întărește doctrinar prin alte cărți pătrunzătoare în idee cum ar fi “Genius Loci. Fabula Căii Singuratice”(2006) precum și “Arhetipul Călugărilor Sciți”(2005), un breviar de istorie culturală autohtonistă.

## Colaborări în dezvoltarea ideilor originiste
În 1987, la sugestia lui Nestor Vornicescu, scriitorul a reușit să adune mai mulți savanți de prestigiu în cadrul "Grupului pentru istorie alternativă", un colectiv independent de cercetători ai istoriei vechi, din care făceau parte I.C. Chițimia, Pandele Olteanu, Virgiliu Ștefănescu – Drăgănești, Paul Tonciulescu, David Popescu și alții, elaborând o lucrare monumentală “Daco-Romanica. Studii privind cultura română în epoca etnogenezei”, lucrare rămasă inedită, alături de alte cercetări privitoare la scrierile străromâne, “Biblia goților” și alfabetele necunoscute din România. În aceiași perioadă, în sprijinirea cercetării “Codex Rohonczi” s-a implicat cercetătoarea Viorica Enăchiuc, care va edita abia după aproape douăzeci de ani de la inițiere rezultatele cercetării sale.

## Încercări de continuitate în perioada tranziției, retragerea temporară din viața literară
Artur Silvestri, creator de tematică și de directivă culturală, inițiază după 1989 o serie de publicații culturale conducând în anii 1990-1991 publicațiile "Națiunea", "Dacia literară" și "Mileniul III". Incompatibile cu perioada convulsivă când acestea au apărut, alte încercări de lansări de reviste precum “Lumina Creștină” (1991) , intitulată “primul magazin bisericesc pe înțelesul tuturor”.

## Revenirea în viața publică
Artur Silvestri revine la suprafața vieții publice în anul 2002, ca promotor de proiecte culturale, sociale și ecologice, puternic impregnate de un caracter spiritualist și atașat "tradiției". Artur Silvestri a lansat, de asemenea, mai multe programe culturale, dintre care “Document de epocă” (prin care se încurajează redactările de memorii scriitoricești și publicarea de manuscrise inedite) și “Modele și exemple” (al cărui scop este de a susține cercetările de istoriografie locale) sunt cele mai penetrante. 
Concretizat în toamna anului 2005, marele proiect “Cuvinte pentru urmași. Modele și exemple pentru Omul Român” s-a transformat dintr-o inițiativă de “depoziție de cărturar”, care cuprinde șaptezeci și doi de “Oameni Mari” ai vremii noastre, într-o Predanie secretă, care așa cum susține autorul, desemnează și explică “România tainică”.
Ca o continuare, scriitorul începe ciclul monumental “Mărturisirea de credință literară. Scrisul ca religie la români în preajma anului 2000”, primul volum apărând în primăvara anului 2006.

Lucrează la resuscitarea celebrelor publicații culturale "Columna lui Traian" (fondator: Bogdan Petriceicu Hașdeu), "Arhiva românească" (fondator: Mihail Kogălniceanu), "L’Etoile du Danube" (fondator Mihail Kogălniceanu) și "Sinteza". Relansează în format electronic a publicațiile "Semănătorul" și "Neamul Românesc”. Fondează editurile “Editura Carpathia Press & Production", ”Editura Intermundus” și ”Editura Kogaion Editions”.

## Din opera literară a scriitorului
- Semne și peceți. Șapte lecții despre „originism”
- Arhetipul „călugărilor sciți”. Eseuri despre „Bizanțul paralel”
- Nu suntem singuri!. Șapte convorbiri de azi și două de altădată înregistrate de Ilie Purcaru, Elisabeta Iosif, Radu Căjvăneanu, Veronica Balaj, Elvira Irșal, Anca Bărbulescu, Vasile Tomoiaga, Carmen Marinescu, Cristina Stuparu
- Memoria ca un concert baroc. Povestiri reale și imaginare din Lumea-de-Nicăieri - vol. I
- Memoria ca un concert baroc. Ofrandă aproape fără grai - vol. II
- Memoria ca un concert baroc. Tablou imaginar de familie - vol. III
- Modelul „omului mare”. Zece „Convorbiri de amurg” cu Antonie Plămădeală urmate de „Douăzeci și opt de scrisori de altădată”
- Vremea seniorilor. Scrisori de altădată de la ierarhi și cărturari bisericești - vol. I
- „Bizanț înainte de Bizanț”. Mitropolitul Nestor Vornicescu și ideea de „literatură străromână”
- Modelul și memoria. Mitropolitul Antonie Plămădeală în efigie
- Radiografia „spiritului creol”. Cazul Miron Radu Paraschiveascu
- Revolta „fondului neconsumat”. „Cazul Zaharia Stancu”
- Intermundii. Vise despre forme și culori
- Arheologia unei ore. 1886, de Sfinții Voievozi * Eminescu la Mănăstirea Neamț
- Secretul „rugului aprins”. Pornind de la câteva documente despre Mitropolitul Tit Simedrea
- Athanor. Cărți ce puteau să nu fie - vol. I
- Opera non grata. Eseuri despre „geografia jafului”, ocupație și „neo-migratori”
- Modelul „omului mare”. Zece „Convorbiri de amurg” cu Antonie Plămădeală urmate de „Douăzeci și opt de scrisori de altădată” • Modelul și memoria. Mitropolitul Antonie Plămădeală în efigie (ediția a II-a)
- Orfeul perpetuu. Trei eseuri de „istorie apocrifă a literaturilor”
- Athanor. Din „Caietul Bunului Grădinar“, vol. II
- Apocalypsis cum figuris. Șapte nuvele fantastice și un epilog
- Perpetuum mobile. Piese improvizate pentru violoncel și oboi
- Exerciții de exorcism social. „Hazard dirijat, lichidatorism și vremea Ducăi-Vodă”
- Apogeul derutei. Zece eseuri despre Vremea ne-așezată
- Deceniul straniu. Orașe variabile, sanctuare și mituri imobiliare
- Efectul “Thales din milet”. Eseu despre manipulatorii de bani
- România în anul 2010. O prognoză de piață imobiliară
- Apologia hazardului. „Mic îndreptar anual de plasamente” și câteva „Scene cu neo-migratori”
- Megapolis valah. O sută de principii doctrinare
- Sfârșitul iluziei - O prognoză imobiliară: România în primul an european
- România imobiliară - Neo-babelism, lux de Dâmbovița, „des-proprietărire”
- Loc și persoană - „Eseuri despre geografia tainică”
- Prostologhikon - Vremea clownilor: cum se fabrică suprarealitatea de ziar

## Cărți traduse în alte limbi
Artur Silvestri și-a tradus și publicat la Editura Kogaion Editions (editură proprie) unele studii, apărute, atât înainte de 1989 cât și după aceea, în limbi străine.
- “Arhetipul Călugărilor Sciți”, tradus în germană [9]
- “Pentagramma. Introducere la un originism literar” a apărut în franceză [10]
- “Pastor Magnus. Restituirea arhivelor ignorate” apărut în engleză [11]
- “Apocalypsis cum figuris”, a apărut în franceză, italiană [12]
- “Perpetuum mobile. Piese improvizate pentru violoncel și pian” a apărut în franceză [13]

## Activitatea filantropică de natură culturală
- În calitate de președinte al ARP - Asociația Română pentru Patrimoniu, a donat mii de cărți proprii către biblioteci județene, comunale și mănăstirești; a înzestrat unele mânăstiri noi cu cărți de cult. A inițiat, alături de Mariana Brăescu, Asociația “Biblioteci pentru Sate” (2003), care a colectat și a donat peste 24.000 de volume și peste 250.000 de publicații către sute de biblioteci sătești, parohiale și mănăstirești.
- Împreună cu Mariana Brăescu susține "Premiile de excelență ale Patrimoniului Românesc", acțiune aflată la a IV-a editie și care a scos din uitare personalităti autentice ale culturii românesti de azi, cărturari și savanți ignorați sau marginalizați.
- Creează cea mai vastă rețea românească de reviste online care a atras prozatori, eseiști, critici literari, dramaturgi, istorici, poeți și jurnaliști din țară și de pe toate meridianele lumii. Titlurile celor mai importante articole din cele peste 110 situri proprii sau asociate ARP - Asociația Română pentru Patrimoniu vizând cultura, literatura, istoria și artele, apărând în buletinul "Analize și fapte". O parte din aceste situri sunt adevărate biblioteci virtuale de unde cititorii pot downloada opere ale scriitorilor contemporani. Pentru debut în literatură și scrieri noi, inedite, Artur Silvestri pune la dispoziția scriitorilor situl Editura Semănătorul - Editura online resuscitând după un secol curentul numit semănătorism creat de George Coșbuc, Alexandru Vlahuță și Nicolae Iorga.
- Fondează “Asociația Scriitorilor Creștini din România” (2006)
- Creează “Fondul Documentar – Artur Silvestri” la Biblioteca Județeană din Giurgiu cuprinzând peste 500 de manuscrise inedite, provenind de la scriitori români.
- Inițiază “Fondul Național de Memorialistică(2006).
- Fondează, în 2005, “Grupul pentru cercetarea istoriei străvechi Nestor Vornicescu”.
- În toamna anului 2005, din initiațiva scriitorului Artur Silvestri, Editura Kogaion Editions a fost fondată de către Asociația Română pentru Patrimoniu în colaborare cu Asociația Scriitorilor Creștini din Romania.
- Inițiază programul Scriitori romani contemporani.[14]
- Inițiază colecția editorială monumentală “Fontes Historiae Litterarum Daco-Romaniae”, prin traducerea în română a principalilor scriitori “proto-români”.

## Activitatea în domeniul imobiliar
- A participat la fondarea principalelor organizații profesionale și patronale din domeniul imobiliar. În 1996, a inițiat în cadrul Asociației Naționale a Societăților Imobiliare, prima licențiere și atestare profesională în acest sector.
- Este președinte al Uniunii Patronale Imobiliare, încă de la înființare (1997)
- În 2003, este ales și președinte al Federației Asociațiilor Imobiliare din România (FAIR)
- A inițiat constituirea ARCI (Asociația Română a Consultanților Imobiliari), în vederea recunoașterii acestei profesiuni în România (2004).
- În anul 2000, a inițiat și organizat acțiunea de contestare publică a OG 3/2000, situându-se în fruntea opozanților, după 3 ani Ordonanța Guvernamentală fiind abrogată.
- A fost Director General al grupului S.G.A. Romania - Institutul de Consultanță Imobiliară

## Opinii pozitive despre operă
Opiniile pozitive despre operă au fost colectate într-un volum colectiv, "Artur Silvestri - Mărturii tulburătoare" unde și-au adus contribuția scriitori și critici literari, precum și personalități din lumea clerului: PS Vincențiu Grifoni, pr. prof. dr. Alexandru Stănciunescu-Bârda, Ion Marin Almăjan, Ioan Miclău, Al Florin Țene, Viorel Roman, Dan Brudașcu, Gheorghe Șeitan, Cezarina Adamescu și alții. Soția, Mariana Brăescu Silvestri va mai tipări astfel de opinii în colecția "Pro memoria". Editura folosită fiind "Editura Carpathia" înființată de Artur Silvestri.

## Critici aduse lui Artur Silvestri
Opinii mai puțin flatante despre Artur Silvestri le au criticul literar Dan Culcer si Florin Iaru.

## Decesul
Artur Silvestri a decedat în zorii zilei de Sfântul Andrei, duminică, 30 noiembrie 2008.
Numeroase mărturii privind activitatea scriitorului Artur Silvestri, sunt adunate într-un volum recent apărut "In memoriam Artur Silvestri - Mărturii tulburătoare", Editura Carpathia, 2009, ISBN 978-973-7609-44-1. În acest volum,, semnează nu mai puțin de 61 scriitori, clerici, alți oameni de cultură.